# Queijo picante da Beira Baixa
Queijo picante da Beira Baixa é um queijo português oriundo da  região da Beira Baixa. Constitui uma denominação de origem protegida, de acordo com as normas da União Europeia. No caso de produção não certificada, é designado como queijo queimoso, nome pelo qual é reconhecido na maioria das aldeias beirãs.
Fabricado com leite de ovelha, ou de cabra, ou com ambos os tipos, é um queijo curado, de pasta semi-dura, com pequenos olhos irregulares ou uniforme, apresentando uma cor acizentada ou branca suja. A coalhada é obtida usando coalho de origem animal, aplicado ao leite cru. Para além do coalho e do leite, inclui também sal, nos seus ingredientes
Possui um aroma intenso e um sabor muito picante, também intenso. A sua forma é cinlíndrica, baixa, com faces lisas, apresentando diâmetros entre 10 e 15 cm e alturas entre 3 e 5 cm. O seu peso pode variar entre 400 g e 1 kg.
A maturação do queijo picante da Beira Baixa leva cerca de 120 dias, devendo realizar-se a uma temperatura compreendida entre os 10 e os 18 ℃ e uma humidade situada entre os 70% e os 80%.
O queijo é produzido nos concelhos de Belmonte, Castelo Branco, Covilhã, Fundão, Idanha-a-Nova, Mação, Oleiros, Penamacor, Proença-a-Nova, Sertã, Vila de Rei e Vila Velha de Ródão.
Deve ser conservado a temperaturas entre os 0 e os 10 ℃, em local limpo.

## Consumo
O queijo picante da Beira Baixa pode ser consumido como sobremesa, como entrada ou como merenda, com pão a acompanhá-lo. Pode ainda ser acompanhado por vinho tinto ou café, no fim de uma refeição.

## Valor económico
Segundos dados de 2019, foram produzidos neste ano cerca de 26.075 kg de Queijo Picante da Beira Baixa DOP, sendo o décimo queijo com DOP mais produzido em Portugal (cerca de 1,3% da produção nacional). O preço médio do queijo, incluindo IVA, foi de 11,90 euros por kg. 

### Produção
O sistema produtivo do Queijo Picante da Beira Baixa DOP é composto por 96 explorações abastecedoras de leite e 5 queijarias certificadas (dados de 2020).